# Ланијакеа
Ланијакеа (хав. Laniakea — бескрајно небо) је суперкластер галаксија којем припада и локална група заједно са Млечним путем.

## Откриће
Ланијакеу је идентификовао Брент Тули са сарадницима на Хавајском универзитету у Хонолулуу. Као основ за дефинисање границе послужило је одступање брзине појединачних галаксија од Хабловог закона. На тај начин је дефинисана брзина сваке галаксије, а затим и границе између суперкластера (у овом случају између Ланијакее и суседног Персеј-Рибе суперкластера). Галаксије унутар Ланијакее крећу се ка региону названом Велики атрактор.
У истраживању је коришћен каталог Cosmicflows-2, који садржи више од 8.100 галаксија.

## Величина
Пречник Ланијакее је процењен на око 500 милиона светлосних година. Садржи око 100.000 галаксија укупне масе сто хиљада билиона маса Сунца (1 × 1017 M⊙). Млечни пут се налази на рубу Ланијакее.

## Контроверза
Ланијакеа је дефинисана на основу кретања галаксија. Гајунг Чон (Gayoung Chon) са Института за ванземаљску физику Макс Планк у Гархингу са сарадницима ради на сличном пројекту дефинисања граница међу суперкластерима, али користи другу дефиницију. По тој дефиницији, суперкластери су објекти који ће једног дана колабирати у један јединствани објект. Ово неће никад бити случај са Ланијакеом.
Сем тога, са повећањем удаљености од Земље, расте могућност грешке при мерењу брзине посматраног објекта, што може довести до погрешних прорачуна